# Diệp hạ châu Đăk Lăk
Diệp hạ châu Dăk Lăk (danh pháp Phyllanthus daclacensis) là một loài thực vật có hoa trong họ Diệp hạ châu. Loài này được Nguyễn Nghĩa Thìn mô tả khoa học đầu tiên năm 1992.